# Провінції Фінляндії
З 1 січня 2011 року, згідно з новим адміністративним устроєм, Фінляндія ділиться на 19 областей (провінцій) (фін. maakunta, швед. landskap).

Області Фінляндії з 2011 року

|    | Провінція                  | Столиця      |
| -- | -------------------------- | ------------ |
| 1  | Лапландія                  | Рованіємі    |
| 2  | Північна Пог'янмаа         | Оулу         |
| 3  | Кайнуу                     | Каяані       |
| 4  | Північна Карелія           | Йоенсуу      |
| 5  | Північна Савонія           | Куопіо       |
| 6  | Південна Савонія           | Міккелі      |
| 7  | Південна Пог'янмаа         | Сейняйокі    |
| 8  | Пог'янмаа                  | Вааса        |
| 9  | Пірканмаа                  | Тампере      |
| 10 | Сатакунта                  | Порі         |
| 11 | Центральна Пог'янмаа       | Коккола      |
| 12 | Центральна Фінляндія       | Ювяскюля     |
| 13 | Південно-західна Фінляндія | Турку        |
| 14 | Південна Карелія           | Лаппеенранта |
| 15 | Пяйят-Гяме                 | Лахті        |
| 16 | Канта-Гяме                 | Гямеенлінна  |
| 17 | Уусімаа                    | Гельсінкі    |
| 18 | Кюменлааксо                | Коувола      |
| 19 | Аландські острови          | Марієгамн    |

## Історія
До адміністративної реформи 1997 Фінляндія поділялася на 12 губерній, що збереглися після проведення Миколою I реформи. Це сталося в 1831 році. Велика частина тринадцятої, Виборзької губернії була приєднана до СРСР після Зимової та Другої світової воєн. До 1 січня 2010 року Фінляндія ділилася на 6 губерній (див. губернії Фінляндії) (фін. lääni -ляні, швед. län -лян ). Провінції керувалися урядом, на чолі якого стояв, назначений президентом країни, губернатор. Максимальний термін, протягом якого губернатор міг займати свою посаду - 8 років. У 2010 році провінції були повністю ліквідовані. 1 Січня 2011 рішенням уряду Фінляндії провінцію Східна Уусімаа (18) було інтегровано до складу провінції Уусімаа.

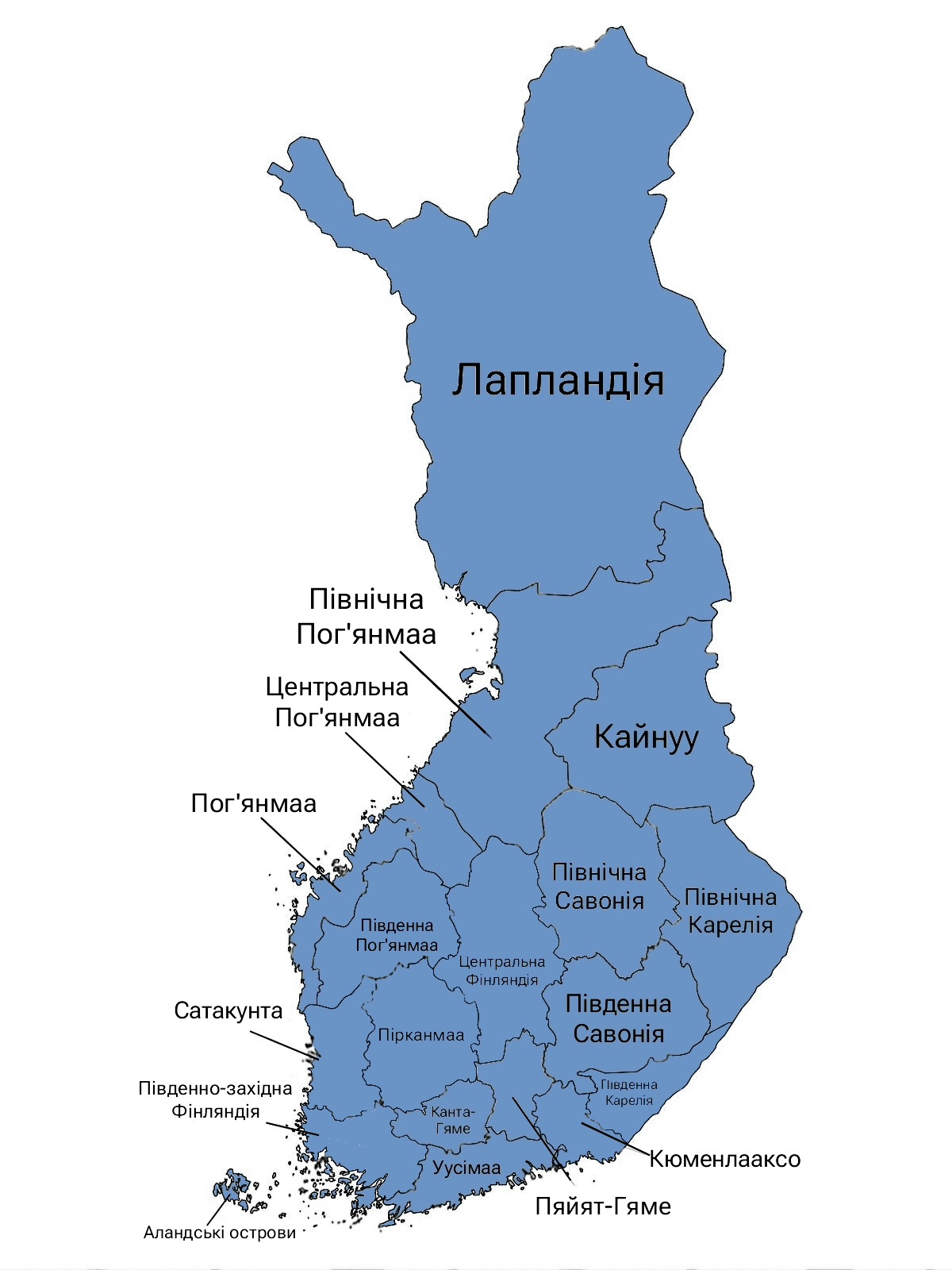
Карта регіонів Фінляндії українською мовою